# Funtumia elastica
Funtumia elastica là một loài thực vật có hoa trong họ La bố ma. Loài này được (Preuss) Stapf mô tả khoa học đầu tiên năm 1901.

## Hình ảnh

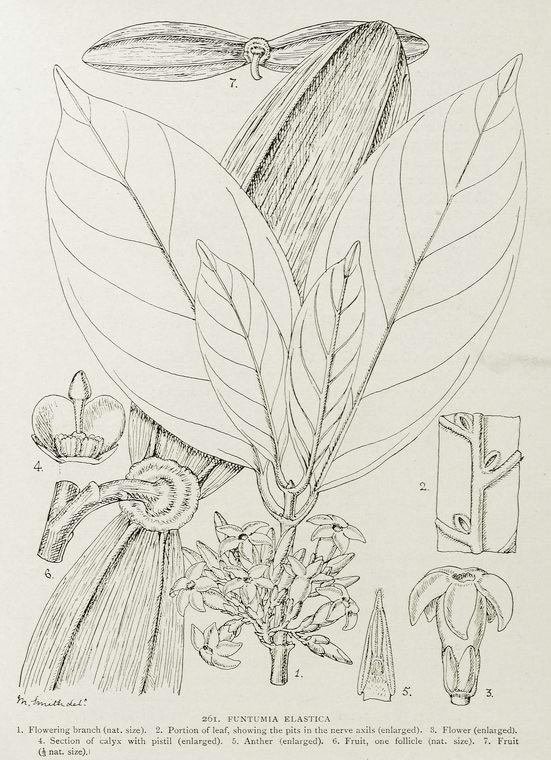